# Junciana
Junciana település Spanyolországban, Ávila tartományban. Junciana El Losar del Barco, La Carrera, Solana de Ávila, Becedas, Gilbuena, Medinilla és El Tejado községekkel határos. Lakosainak száma 40 fő (2024).

## Népesség
A település népessége az utóbbi években az alábbiak szerint változott:
| Lakosok száma | 105  | 87   | 83   | 84   | 65   | 55   | 49   | 38   | 40   | 40   |
|               | 2001 | 2004 | 2006 | 2009 | 2011 | 2014 | 2016 | 2019 | 2021 | 2024 |